# Landeshoheit
Als Landeshoheit (auch: Lands-Hoheit, Landes-Obrigkeit; lat. superioritas territorialis, jus territorii) wurde vor allem im 17. und 18. Jahrhundert die von einem Landesherrn ausgeübte oberste Herrschaftsgewalt über ein Territorium im Heiligen Römischen Reich bezeichnet.

## Begriffsgeschichte
Andreas von Knichen hat in seinem 1600 erschienenen Werk De sublimi et regio territorii iure mit der Bemerkung, sie werde vulgo Landes Obrigkeit genannt, die Landeshoheit behandelt, ohne sie als solche zu bezeichnen. In einer deutschsprachigen Rechtsquelle begegnet der Begriff erstmals 1621 im Land Hadeln. Er ist jedoch erst seit dem Beginn des 18. Jahrhunderts häufiger belegt.
In die wissenschaftliche Literatur wurde der Begriff von dem Rechtsgelehrten Hermann Conring eingeführt, der ihn 1643 in seinem Werk Exercitatio de ducibus et comitibus erstmals verwendete. Der Westfälische Friede nennt die Landeshoheit in Art. V §. 30 ius territorii et superioritatis. Dies wird 1649 übersetzt mit Lands-Obrigkeitliche Hoheit. In Art. VIII § 1 ist sie das ius territorialis. Dazu lautet die Übersetzung von 1649: Land-Rechte. Im französischen Entwurf wird sie als droit de souveraineté bezeichnet. Der Kaiser hat jedoch bis 1806 alle Versuche zurückgewiesen, diesen Begriff in offiziellen Dokumenten zu verwenden.
In den Werken der Reichspublizistik vor allem des 18. Jahrhunderts werden Umfang und Grenzen der Landeshoheit eingehend diskutiert. In diesen Schriften, die ganz überwiegend in Latein abgefasst sind, wurde vor allem von superioritas territorialis gehandelt. Es finden sich jedoch in der Literatur der Zeit eine große Anzahl von deutschen und lateinischen Bezeichnungen für diesen Gegenstand, z. B. Land(e)s-Fürstliche Obrigkeit, Hohe Land(e)s-Obrigkeit, jus superioritatis, summa potestas.
In der Folge der Umwälzungen der Franzosenzeit wird Landeshoheit durch den aus dem Französischen stammenden und der lateinischen superioritas sprachlich nahen Begriff der Souveränität abgelöst. Im 19. Jahrhundert wird daher Landeshoheit als gleichbedeutend mit Souveränität aufgefasst. In der wissenschaftlichen Literatur des 20. und 21. Jahrhunderts wird Landeshoheit oft in Abgrenzung zur Landesherrschaft verwendet.

## Umfang und Grenzen
Die Landeshoheit gab dem Landesherrn die Gewalt über alle Einwohner, die auf seinem Territorium ansässig sind, die Untertanen und Landstände. Diese Herrschaftsgewalt war grundsätzlich allumfassend. Sie wurde jedoch beschränkt durch die Reichsgrundgesetze, durch die Gewohnheitsrechte, durch Verträge mit nicht ansässigen Personen oder anderen Landesherren, aber auch durch das göttliche und das Völkerrecht. Sie war daher bis zur Auflösung des Heiligen Römischen Reiches 1806 keine volle Souveränität. Es war durchaus möglich, dass Untertanen oder Landstände vor dem Reichskammergericht Klage gegen ihren Landesherrn erhoben. Entsprechende Prozesse sind dort bis 1806 vielfach geführt worden.

## Fortwirkung
Die verbleibenden Einschränkungen der Souveränität hinsichtlich des Reiches wurden erst durch dessen Auflösung 1806 aufgehoben. Seitdem werden die hoheitlichen Rechte der 1815 in den Deutschen Bund als Staaten überführten Territorien als Souveränität bezeichnet.
Erst bei der Gründung des Norddeutschen Bundes 1867 und dem Beitritt der süddeutschen Staaten 1871 wurden die Staaten Teilstaaten eines Bundesstaates. Sie behielten ihre Staatlichkeit, verloren aber ihre Souveränität. Für die Bundesrepublik hat das Bundesverfassungsgericht geurteilt, dass die Bundesländer „mit eigener staatlicher Hoheitsmacht“ ausgestattet sind, die aber durch die Rechte des Bundes beschränkt ist.